# Bokhandlerprisen
Le Bokhandlerprisen (Prix des libraires norvégiens) est un prix littéraire décerné chaque année par l'Association des libraires norvégiens. Les votants sont des libraires norvégiens.
Le prix récompense l'un des livres de l'année dans la catégorie fiction/littérature générale, incluant les livres jeunesse. Le prix a été lancé en 1948, puis est revenu en 1961. Il a également été interrompu de 1970 à 1980. Depuis 1981 il est donné chaque année.

## Vainqueurs du prix
- 1948 – Sigurd Hoel
- 1961 – Kristian Kristiansen (en)
- 1962 – Vera Henriksen
- 1963 – Terje Stigen (en)
- 1964 – Elisabeth Dored (en)
- 1965 – Johan Borgen
- 1966 – Ebba Haslund
- 1967 – Kristian Kristiansen (en) et Tarjei Vesaas
- 1968 – Odd Eidem (en) et Hans Heiberg (en)
- 1969 – Finn Alnæs (en) et Richard Herrmann (en)
- 1981 – Leif B. Lillegaard (en)
- 1982 – Anne Karin Elstad
- 1983 – Herbjørg Wassmo
- 1984 – Torill Thorstad Hauger
- 1985 – Jo Benkow
- 1986 – Anne-Cath. Vestly
- 1987 – Fredrik Skagen
- 1988 – Bjørg Vik
- 1989 – Gunnar Staalesen
- 1990 – Lars Saabye Christensen
- 1991 – Roy Jacobsen
- 1992 – Karsten Alnæs
- 1993 – Jostein Gaarder
- 1994 – Klaus Hagerup (en)
- 1995 – Anne Holt
- 1996 – Ingvar Ambjørnsen
- 1997 – Karin Fossum
- 1998 – Erik Fosnes Hansen (en)
- 1999 – Erlend Loe
- 2000 – Jo Nesbø
- 2001 – Lars Saabye Christensen
- 2002 – Åsne Seierstad
- 2003 – Per Petterson
- 2004 – Levi Henriksen (en)
- 2005 – Anne B. Ragde
- 2006 – Erik Fosnes Hansen (en)
- 2007 – Jo Nesbø
- 2008 – Tore Renberg
- 2009 – Roy Jacobsen
- 2010 – Jan-Erik Fjell (en)
- 2011 – Jørn Lier Horst
- 2012 – Per Petterson
- 2013 – Cecilie Enger (en)
- 2014 – Lars Mytting
- 2015 – Maja Lunde
- 2016 – Vigdis Hjorth
- 2017 – Helga Flatland (en)
- 2018 – Simon Stranger
- 2019 – Lisa Aisato (en)
- 2020 – Tore Renberg
- 2021 – Abid Raja (en)